# Ito (futbolista)
Antonio Álvarez Pérez (21 de enero de 1975), más conocido como Ito, nacido en Almendralejo, es un exjugador de fútbol que ha militado en diversos clubes españoles de Primera División, tales como el Celta de Vigo, RCD Espanyol o el Real Betis

## Trayectoria
Inició su carrera en el club de su localidad natal, el CF Extremadura de Almendralejo. Allí vivió el fulgurante ascenso de la modesta entidad extremeña, que en tres temporadas (de 1993 a 1996) logró dos ascensos, pasando de Segunda División B a Primera.
Su debut en la máxima categoría tuvo lugar el 9 de septiembre de 1996, en un partido contra el Real Betis. Ito fue uno de los puntales del equipo extremeño esa temporada, jugando 39 de los 42 partidos ligueros, en los que logró un gol. A pesar del descenso a final de temporada, Ito pudo seguir jugando en Primera, ya que su rendimiento llamó la atención del Celta de Vigo, que se hizo con sus servicios. Su paso por Vigo duró una temporada, en la que fue titular indiscutible y contribuyó a la clasificación del club celeste para la Copa de la UEFA.
El verano de 1998 fichó por el Real Betis, club en el que permaneció seis temporadas, llegando a ser capitán. La temporada 2004/05, tras ser descartado por el club andaluz, fichó por el RCD Espanyol de Barcelona. En su primera temporada el club blanquiazul logró clasificarse para la Copa de la UEFA, tras una destacada temporada liguera que concluyó en quinto puesto. La siguiente temporada los periquitos conquistaron la cuarta Copa del Rey de su historia, e Ito fue titular en la final ganada al Real Zaragoza por 4 a 1. Los éxitos continuaron en su tercera temporada en el club catalán, que se proclamó subcampeón de la Copa de la UEFA. Tras esta temporada, en la que perdió la titularidad en el centro del campo, Ito abandonó el Espanyol para incorporarse al Córdoba CF de la Segunda División.En el verano del 2009 vuelve a su tierra natal para disputar la Segunda división B con el Club Polideportivo Cacereño siendo el jugador más veterano de edad de la plantilla.
En 2010 fue el 2.º entrenador de los juveniles de la SP Villafranca, en el cual estaba aportando su experiencia y a la vez le servía para sacarse el curso de entrenador nacional.
En 2011 se convierte en el secretario técnico del Extremadura Unión Deportiva. Además continua sentándose en el banquillo de la SP Villafranca en categoría juvenil.
A finales de 2011, abandona la secretaría técnica del Extremadura Unión Deportiva y se convierte en el primer entrenador del Sociedad Polideportiva Villafranca, penúltimo clasificado del Grupo 14 de Tercera División, en sustitución de Juan José Ortiz.

## Selección nacional
Ha sido internacional absoluto en una ocasión con España. José Antonio Camacho le hizo debutar en un partido amistoso contra Rusia el 23 de septiembre de 1998.
Anteriormente, en 1998, fue campeón de Eurocopa sub-21 con la selección española de la categoría, jugando como titular la final ante Grecia.

## Clubes como jugador
| Club                        | País   | Año       |
| --------------------------- | ------ | --------- |
| CF Extremadura              | España | 1993-1997 |
| Celta de Vigo               | España | 1997-1998 |
| Real Betis                  | España | 1998-2004 |
| RCD Espanyol                | España | 2004-2007 |
| Córdoba CF                  | España | 2007-2009 |
| Club Polideportivo Cacereño | España | 2009-2010 |

## Clubes como entrenador
| Club                               | País   | Año       |
| ---------------------------------- | ------ | --------- |
| Sociedad Polideportiva Villafranca | España | 2011-2013 |
| Club Deportivo Díter Zafra         | España | 2013-2015 |
| Club Deportivo Azuaga              | España | 2017-2018 |

## Palmarés

### Campeonatos nacionales
| Título      | Club         | País   | Año  |
| ----------- | ------------ | ------ | ---- |
| Copa de Rey | RCD Espanyol | España | 2006 |

### Otros torneos
| Título        | Club         | País   | Año  |
| ------------- | ------------ | ------ | ---- |
| Copa Cataluña | RCD Espanyol | España | 2006 |

### Campeonatos internacionales
| Título          | Club             | País   | Año  |
| --------------- | ---------------- | ------ | ---- |
| Eurocopa sub-21 | Selección sub-21 | España | 1998 |